# Ruppiner Kanal
Als Ruppiner Kanal wird eine schiffbare Verbindung zwischen der Havel bei Oranienburg und dem Ruppiner See bezeichnet. Ein gegrabener Kanal ist allerdings nur die Strecke zwischen der Havel und dem Kremmener See. Oberhalb davon sind der "Kremmener Rhin", der "Bützrhin"  und der Bützsee Teile dieser Landeswasserstraße (und auch Teile der Ruppiner Wasserstraße). Der Kanal-Teil wurde 1791 fertiggestellt. Dessen östlicher Teil war ein schon im 17. Jahrhundert ausgebauter und zum Flößen und zur Entwässerung benutzter Graben zwischen dem Hohen Bruch und der Havel. Er wurde auch Schweizergraben genannt, nach den Bewohnern der Schweizerkolonie Hohenbruch, die das Land nördlich des Grabens urbar machten.

## Geschichte und Beschreibung
Am 5. September 1787 genehmigte König Friedrich Wilhelm II. das Projekt zum Bau eines schiffbaren Kanals, der über Hohenbruch hinaus weiter bis zum Kremmener und schließlich Ruppiner See reichen sollte. Für die Bauarbeiten wurden 130.000 Taler veranschlagt. Bis Juni 1790 stellten 600 Arbeiter die Strecke von der Havel bis Linum, ein Jahr später den ganzen Kanal, fertig. Er zählt damit zu den ältesten Kanälen in Brandenburg. Für den Wiederaufbau der 1787 durch einen Brand zerstörten Stadt Neuruppin kam die Fertigstellung jedoch zu spät. Der Wasserweg war jedoch nützlich für den Transport von Torf vom Rhinluch nach Berlin.
Zum Ausgleich des Höhenunterschieds zwischen den höhergelegenen Neuruppiner Seen und der Havel mussten vier Schleusen, die Schleuse Altfriesack, die Schleuse Hohenbruch, die Schleuse Tiergarten und Schleuse Friedenthal gebaut werden. Die Schleuse Friedenthal wurde um 1960 zugeschüttet. Der Ruppiner Kanal mündet hundert Meter vor dieser ehemaligen Schleuse am Kanalkreuz Oranienburg im Oranienburger Kanal.
Laut dem Entwicklungskonzept der Stadt Oranienburg ist ein Neubau der Schleuse Friedenthal geplant.

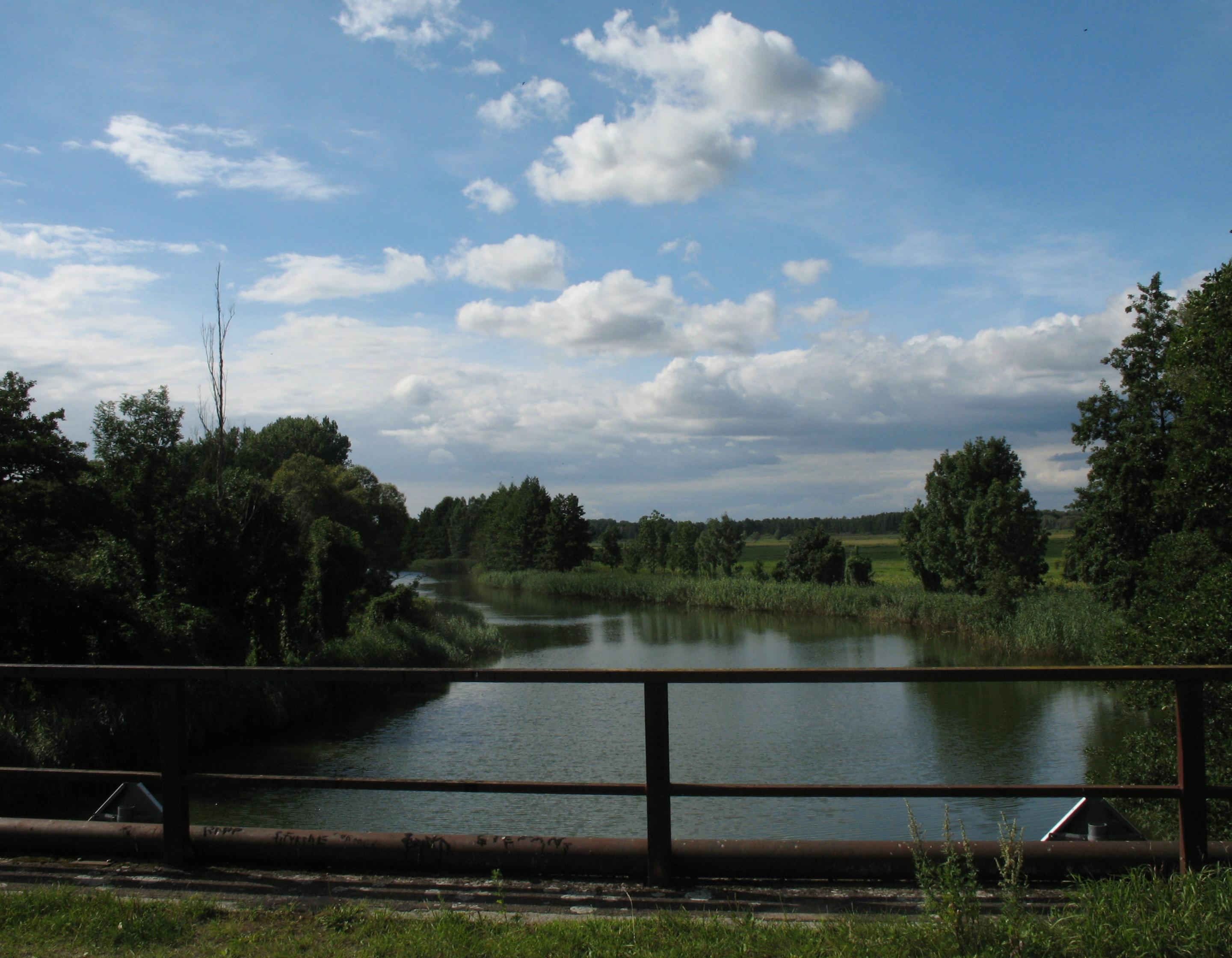
Nahe Fehrbellin-Wall

Um den Kanal auf dem Landweg überqueren zu können, wurden Brücken errichtet, die Zugbrücken sein mussten, um den Schiffsverkehr, damals meist mit Lastenseglern betrieben, zu ermöglichen. Noch am Ende des 19. Jahrhunderts war die Friedenthaler Zugbrücke erhalten. Außerdem gab es in vielen Ortschaften Fußgängerbrücken, die gegen Ende des 20. Jahrhunderts häufig abgerissen wurden. In den 2020er Jahren entstehen aber neue Brücken, die vor allem dem Tourismus dienen sollen.
Lockerer Baumbestand, Felder und Wiesenflächen sowie einige Uferwanderwege begleiten den Kanal. Er weist eine Wasserfläche von rund 40 Hektar auf und wird gern von Anglern genutzt, der Kreisanglerverband Oberhavel e. V. betreut das Gewässer mit der Nummer P 14-211. Mitglieder des Anglerverbandes dürfen kostenlos stippen, Gelegenheitsangler können einen Touristen-Angelschein in Tourist-Informations-Zentren erwerben. Folgende Fischarten sind hier heimisch: Aale, Barsche, Hechte, Zander, Welse/ Waller, Schleie, Rapfen, Döbel, Quappen, Brasse, Rotaugen, Rotfedern, Güster, Giebel.
Im September 2018 führte die lang anhaltende Trockenheit zur Absenkung der Tauchtiefe auf nur 80 cm.

## Schleusen
- Schleuse Friedenthal in Oranienburg; außer Betrieb (2022)
- Tiergartenschleuse in Oranienburg
- Schleuse Hohenbruch in Hohenbruch, Ortsteil von Kremmen

Für die Wiederanlage der Schleuse Friedenthal unterzeichneten im Jahr 2017 der damalige Bürgermeister Oranienburgs, Hans-Joachim Laesicke, und der Präsident der Generaldirektion Wasserstraßen und Schifffahrt, Hans-Heinrich Witte, eine Absichtserklärung. Danach sollte bis zum Jahr 2021 eine automatische Schleuse mit Bootsschleppe und Radwegbrücke fertig gestellt sein.

## Zukunft des Kanals
Die Brandenburger Landesregierung hat den Ausbau des Kanals beschlossen, um ihn für Gütertransporte und die Personenschifffahrt wieder besser nutzbar zu machen. Er war über etliche Jahrzehnte nicht instand gehalten worden, Uferbefestigungen hatten sich gelöst, eine Verlandung führte zur Verschlechterung des Abflussprofils. Im Jahr 2018 erfolgte der symbolische erste Rammschlag, bis Ende 2020 sollten die Arbeiten der Tief-, Wasserbau und Schifffahrtsgesellschaft mbH aus Eisenhüttenstadt auf einer Länge von zwei Kilometern abgeschlossen sein. Mit einer Investition von 2,1 Millionen Euro unterstützt die Regierung das Projekt der Wassertourismus Initiative Nordbrandenburg (Win).